# Klaus Kinski
Klaus Nakszynski, conegut com a Klaus Kinski (Sopot, Ciutat Lliure de Danzig, 18 d'octubre de 1926 - Lagunitas, Califòrnia, 23 de novembre de 1991), fou un actor alemany. La seva filmografia va estar especialment marcada per l'associació amb el director Werner Herzog.

## Biografia
Klaus Kinski va ser el més jove dels quatre fills de Bruno Nakschenko, un farmacèutic alemany d'ascendència polonesa, i Susanne Lutze, una infermera alemanya el pare de la qual era pastor protestant. Després d'una infància confortable els seus pares moren durant la Segona Guerra Mundial, i ell ha de cercar la manera de guanyar-se la vida. Va ser reclutat per la Wehrmacht el 1943, durant la Segona Guerra Mundial i mobilitzat als Països Baixos el 1944. Aquell mateix any va ser ferit i capturat per soldats anglesos, i va estar detingut en un camp de presoners de guerra a Colchester, Anglaterra, fins al 1946, on va aprendre anglès i es va iniciar en el teatre improvisat per presoners.
L'endemà del seu alliberament, el 1946, ja té decidit dedicar-se al teatre. Després d'alguns papers menors es dona a conèixer, ja amb el nom de Klaus Kinski, a dues peces de Jean Cocteau: The Typewriter i The Human Voice (1947), un llarg monòleg en el qual encarna el paper d'una dona desesperada, i que va ser un escàndol.
Es va iniciar en el cinema el 1948. La seva irascibilitat li va tancar moltes portes, però el fet de ser poliglot li va permetre treballar en diversos països i aparèixer en molts papers secundaris, com ara Doctor Jivago de David Lean. Va representar gradualment papers principals, i en els anys seixanta es va convertir en una estrella de sèrie B, majoritàriament a Itàlia.
No es pot parlar de la filmografia de Klaus Kinski sense comentar la seva tensa i difícil relació professional amb el director Werner Herzog. Amb ell va rodar cinc pel·lícules, potser les més emblemàtiques en la carrera de Herzog i també les més importants en la carrera de Kinski. Herzog va reflectir aquesta difícil relació, que algun cop va arribar a l'enfrontament físic, en el documental Mein liebstein Feind (El meu enemic íntim), filmat l'any 1999.

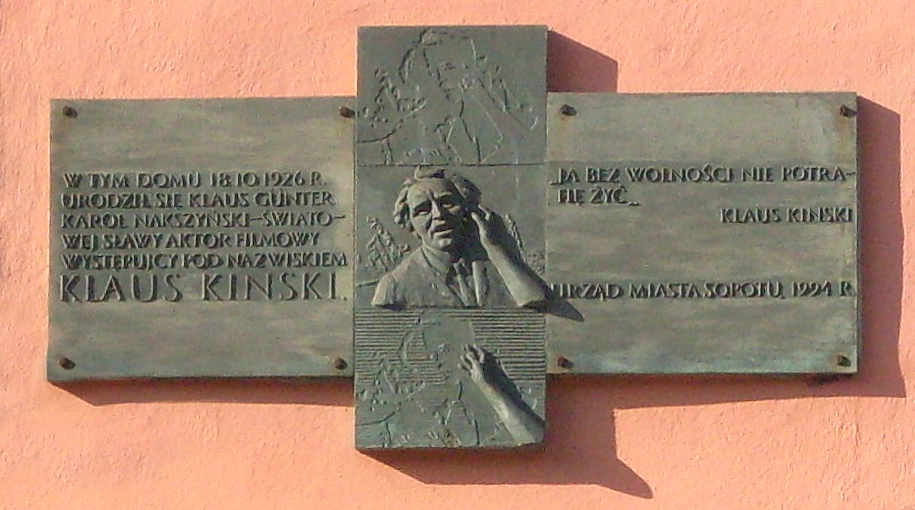
Placa commemorativa del lloc de naixement de Klaus Kinski, a Sopot (Polònia)

Kinski va morir d'un atac de cor a Lagunitas, Califòrnia, als 65 anys. Les seves cendres estan disperses a l'oceà Pacífic.
Els seus tres fills també van triar la professió d'actors:
- Pola Kinski (1952)
- Nastassja Kinski (1961), coneguda per la pel·lícula Tess, de Roman Polanski (1979)
- Nikolai Kinski (1976), que va actuar al costat del seu pare en la que seria la seva última pel·lícula Kinski Paganini el 1989, a Klimt de Raúl Ruiz i amb Charlize Theron en Aeon Flux (2005)

## Filmografia escollida[5]
- Decision Before Dawn (1951, dirigida per Anatole Litvak)
- A Time to Love and a Time to Die (1958, dirigida per Douglas Sirk)
- The Counterfeit Traitor (1962, dirigida per George Seaton)
- Doctor Jivago (1965, dirigida per David Lean)
- Per qualche dollaro in più (1966, dirigida per Sergio Leone)
- Quién sabe? (1967, dirigida per Damiano Damiani)
- El gran silenci (1968, dirigida per Sergio Corbucci)
- Marqués de Sade: Justine (1969, dirigida per Jesús Franco)
- Yo soy vuestro verdugo (1969, dirigida per Anthony Ascott)
- Aguirre, la còlera de Déu (1972, dirigida per Werner Herzog)
- L'important és estimar (1975, dirigida per Andrej Zulawski)
- Woyzeck (1979, dirigida per Werner Herzog)
- Nosferatu, fantasma de la nit (1979, dirigida per Werner Herzog)
- Buddy Buddy (1981, dirigida per Billy Wilder)
- Fitzcarraldo (1982, dirigida per Werner Herzog)
- El caballero del dragón (1985, dirigida per Fernando Colomo)
- Cobra Verda (1987, dirigida per Werner Herzog)
- Kinski: Paganini (1989, dirigida per ell mateix)
- Mein liebstein feind - El meu enemic íntim (1999, pel·lícula pòstuma de Kinski, dirigida per Werner Herzog)